# استفانو پسولی
استفانو پسولی (انگلیسی: Stefano Pesoli؛ زادهٔ ۲۹ فوریهٔ ۱۹۸۴) بازیکن فوتبال اهل ایتالیا است.
از باشگاه‌هایی که در آن بازی کرده‌است می‌توان به باشگاه فوتبال آ.اس. رم و باشگاه فوتبال مونترال اشاره کرد.